# 古巴咬鵑
古巴咬鵑（學名Priotelus temnurus）是咬鵑科古巴咬鹃属的一種鳥。它們是古巴加勒比海島嶼上的特有種，也是古巴的國鳥。它們棲息在乾旱及潮濕森林，與及退化森林。